# Habitus (Aristoteles)
Aristotelés si nebyl jist, zda se označení habitus (řec. hexis) vztahuje např. na manželství, neboť být ženat (vdaná) není přesně v souladu s Aristotelovou původní definicí, vyjadřující různé formy vybavení či nabývání. (Označování rodinných poměrů člověka jako stav musí tedy vycházet z této Aristotelovy nejistoty...)